# 波斯基亞沃

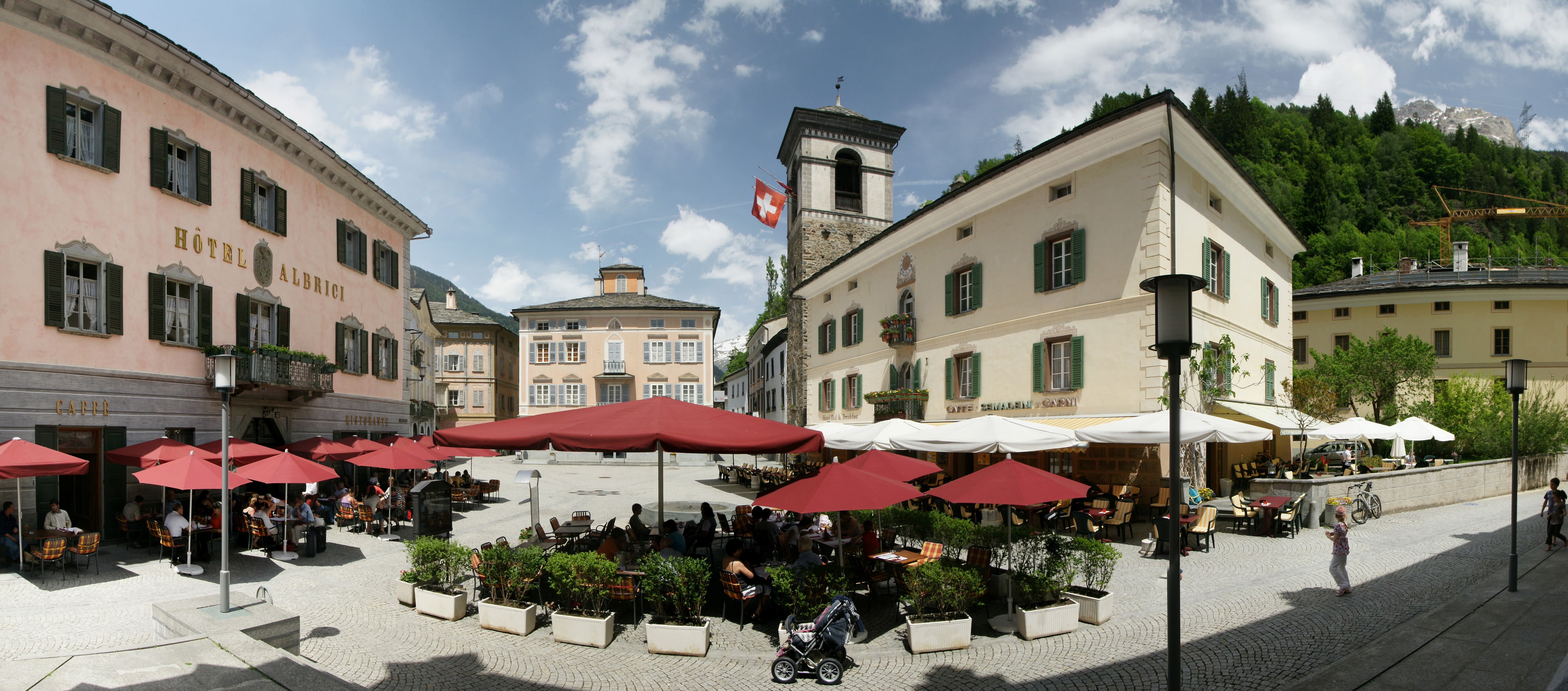

波斯基亞沃（当地的倫巴底語方言：[pʊʃˈtɕɑːf]）是一座瑞士格勞賓登州的城鎮，位於該國東部，面積191.01平方公里，海拔高度1,014米，2011年人口3,602，人口密度每平方公里19人。它与布魯西奧一起组成波斯基亞沃谷（義大利語：Val Poschiavo）。

## 名称
波斯基亞沃的名字来自拉丁语拉丁語：，字译的意思是“钥匙后面”（拉丁語：意为“关闭，锁住”，这里是指“山谷狭窄的地方”）。它指的是从瓦尔泰利纳看来波斯基亞沃位于一道峡谷的后面。

## 市徽

两把交叉的银色的钥匙，被一条银色的链条相连，红色的底色。
市徽的图案解释了市名的来源。

## 地理
波斯基亞沃位于连接恩加丁和瓦尔泰利纳的贝尔尼纳隘口以南约15千米处。它的领域包括整个波斯基亞沃谷的高处部位，以及相连的侧谷。其最北点是包括貝爾尼納山脈的分水岭。从那里波斯基亞沃的领域一直向南延申到波斯基亞沃湖的南端（海拔962米）。它的东侧和西侧都是高山，其最高点是帕呂峰的中峰，高海拔3901米。
波斯基亞沃的大多数常住居民点沿山谷的公路，主要分布在三个区。
此外镇上还有一些位于高处的牧民夏季临时居住建筑。
波斯基亞沃是格勞賓登州面积第四大的镇，是瑞士林地覆盖率最高的镇之一。1997年镇上19.8%的面积是农业用面积、32.1%是林地、1.8%是建筑面积，46.2%的面积是没有使用的面积。
波斯基亞沃的临镇包括布魯西奧和蓬特雷西納以及意大利的松德里奧省。

## 历史

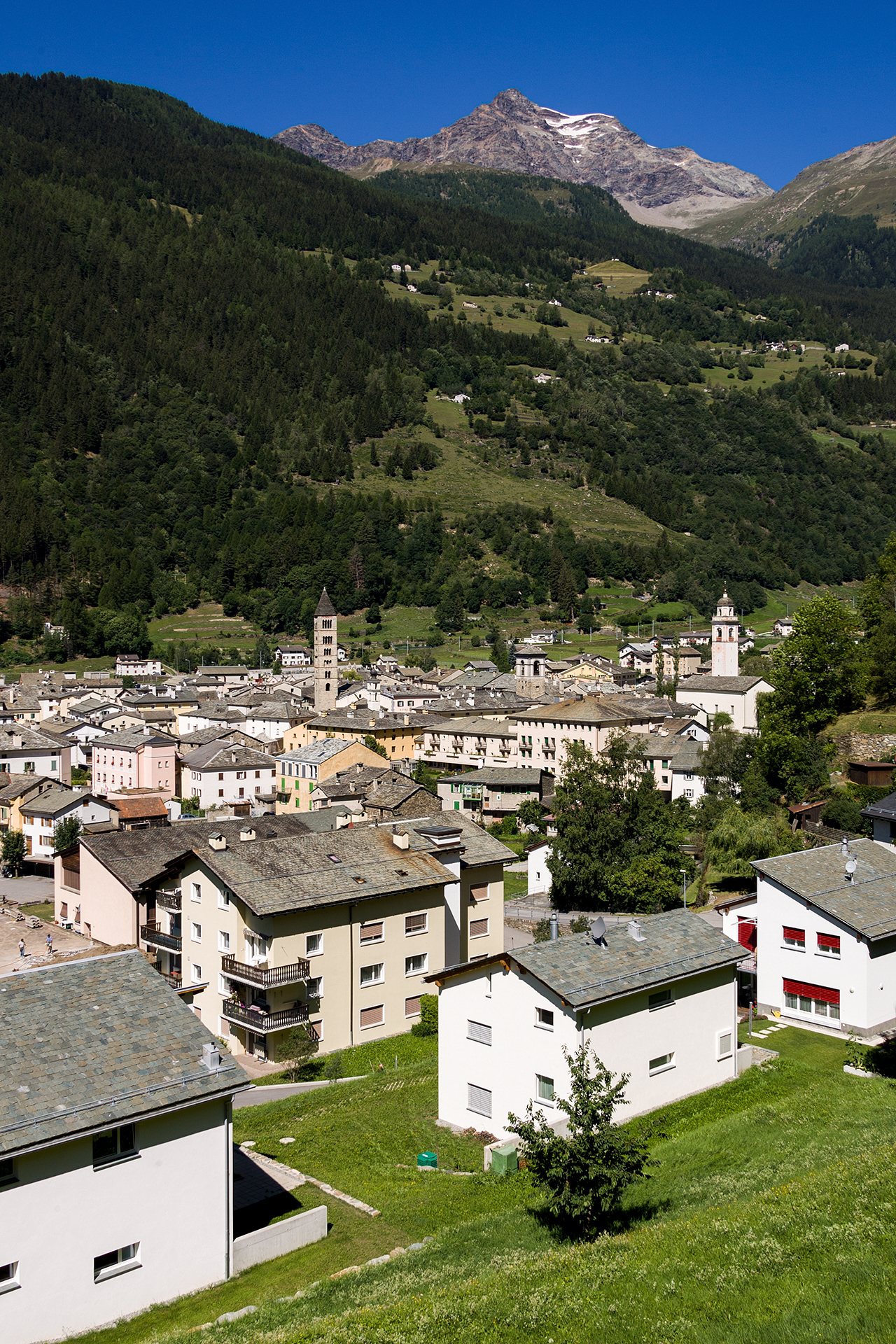
波斯基亞沃

在波斯基亞沃发现的最早的人类遗迹源自罗马帝国时期，但是其意义依然有争议。可以确证的是在中世纪前期从瓦尔泰利纳拓土。824年在文献里首次提到波斯基亞沃和它的教堂。11世纪里当地人口增加，两座镇内的教堂是那个时候建造的。
13世纪里波斯基亞沃成为庫爾主教的领地。波斯基亞沃的领主多次更换，1350年它落入米兰手里。1406年波斯基亞沃武装起义获得自由。当地人向库尔主教求救，1408年9月29日加入神所同盟。1494年当地人从主教手里买下了最终的自由权，获得正式独立。
1547年从意大利来的难民在波斯基亞沃组织了新教社群。此后新教和天主教社群公用同一座教堂。1620年发生动乱后一直到1642年新教才建造了自己的教堂。到1870年为止当地的天主教徒在宗教上受科莫主教管理，虽然在行政上他们自己独立，以及后来加入格勞賓登。
1547年在波斯基亞沃创办了格勞賓第一家印刷厂。1549年这家印刷厂印刷了非常有价值的书目，其中包括瓦尔泰利纳的章程和《禁書目錄》。1620年印刷厂虽然被破坏，但是它依然能够断续存活到1720年。
三十年战争的混乱后波斯基亞沃的发展又进入一个比较安稳的步骤。当地经济主要依靠隘口的交通和农业。从17到19世纪许多人外迁，主要去西班牙、葡萄牙和法国，也有一些去美国或澳大利亚的。
今天的波斯基亞沃和布魯西奧是1851年形成的。从1904年到1912年通过建造贝尔尼纳铁路和发电厂波斯基亞沃脱离了与世隔绝的境况。当地的人口数得以稳定。旅游业很快成为最重要的经济产业。
1987年夏波斯基亞沃大多数地区被一场恶劣天气破坏，经过多年修复破坏才得以完全排除。

## 居民

### 人口发展
| 年     | 1850 | 1860 | 1870 | 1900 | 1910 | 1950 | 1980 | 1990 | 2000 | 2010 | 2017 |
| 居民数 | 2888 | 2741 | 2890 | 3102 | 3676 | 4034 | 3294 | 3178 | 3225 | 3506 | 3516 |

1850年到1860年间许多人离开波斯基亞沃，此后到1950年人口不断增长（1850年-1950年：+39.68%）。尤其在贝尔尼纳铁路建成后从1900年到1910年当地人口大增。1950年到1990年间当地人口再次减少，许多人移民到工业中心和旅游业中心（1950年-1990年：-21.22%）。此后波斯基亞沃的人口又不断增长（1990年-2005年：+9.72%）。

### 语言
当地的日常用语是一种倫巴底語方言，1900年镇上2992名居民说这种语言（相当于居民总数的96.45%）。今天约90%的居民说意大利语。
| 波斯基亞沃的语言 |              |              |              |              |              |              |
| 语言             | 1980年统计数 | 1980年统计数 | 1990年统计数 | 1990年统计数 | 2000年统计数 | 2000年统计数 |
| 语言             | 人数         | 百分比       | 人数         | 百分比       | 人数         | 百分比       |
| 意大利语         | 3028         | 91.92 %      | 2858         | 89.93 %      | 2917         | 90.45 %      |
| 德语             | 208          | 6.31 %       | 255          | 8.02 %       | 255          | 7.91 %       |
| 雷托-罗曼语      | 24           | 0.73 %       | 22           | 0.69 %       | 14           | 0.43 %       |
| 居民数           | 3294         | 100 %        | 3178         | 100 %        | 3225         | 100 %        |

镇上唯一的官方语言是意大利语。

### 国籍
2005年末镇上居民中3246名是瑞士国民（占居民总数的93.09%）。

## 经济
波斯基亞沃是波斯基亞沃谷的经济中心，谷内的中学、职业学校和医院都在这里。当地的经济结构以众多小手工业和服务业企业为主，这些企业可以满足所有谷内日常生活需要。比较大的企业有雷蒂亚铁路和当地的能源公司。
2000年1月镇上276人在农业、471人在生产业、1049人在服务业工作。

### 交通

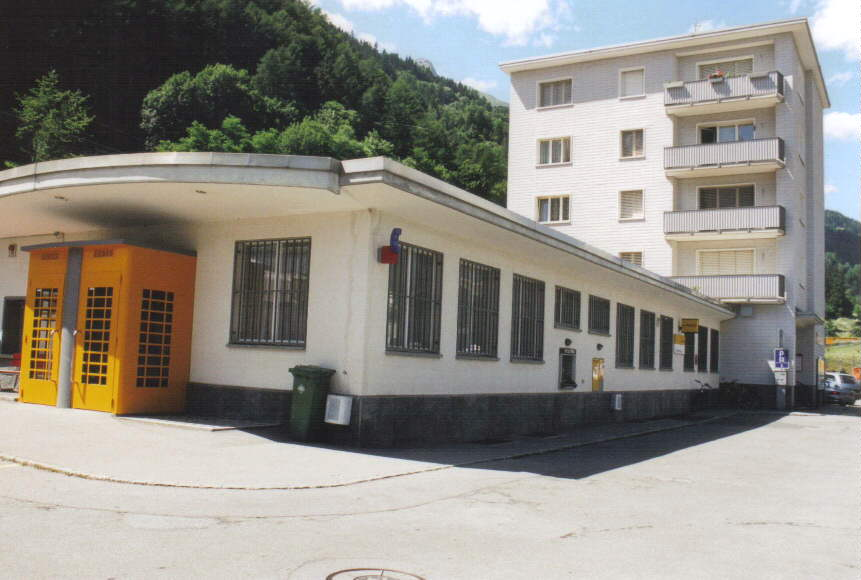
波斯基亞沃火车站

贝尔尼纳公路纵伸整个镇，在贝尔尼纳山隘上约两千米处有一条只有在夏季可以使用的去往意大利无税地区利维尼奥的分支公路。
波斯基亞沃是1908年开始运行的贝尔尼纳铁路在隘口南边最重要的火车站。车站边的车库和修理厂维修雷蒂亚铁路的整流机车。整个60千米长的铁路指挥部在这里。1962年车站建筑重建，从1969年到1972年车库扩大。许多货车也通过波斯基亞沃车站。当地的商场的货物都是通过火车运到的。在整个镇的区域内共有9个车站。

## 图像

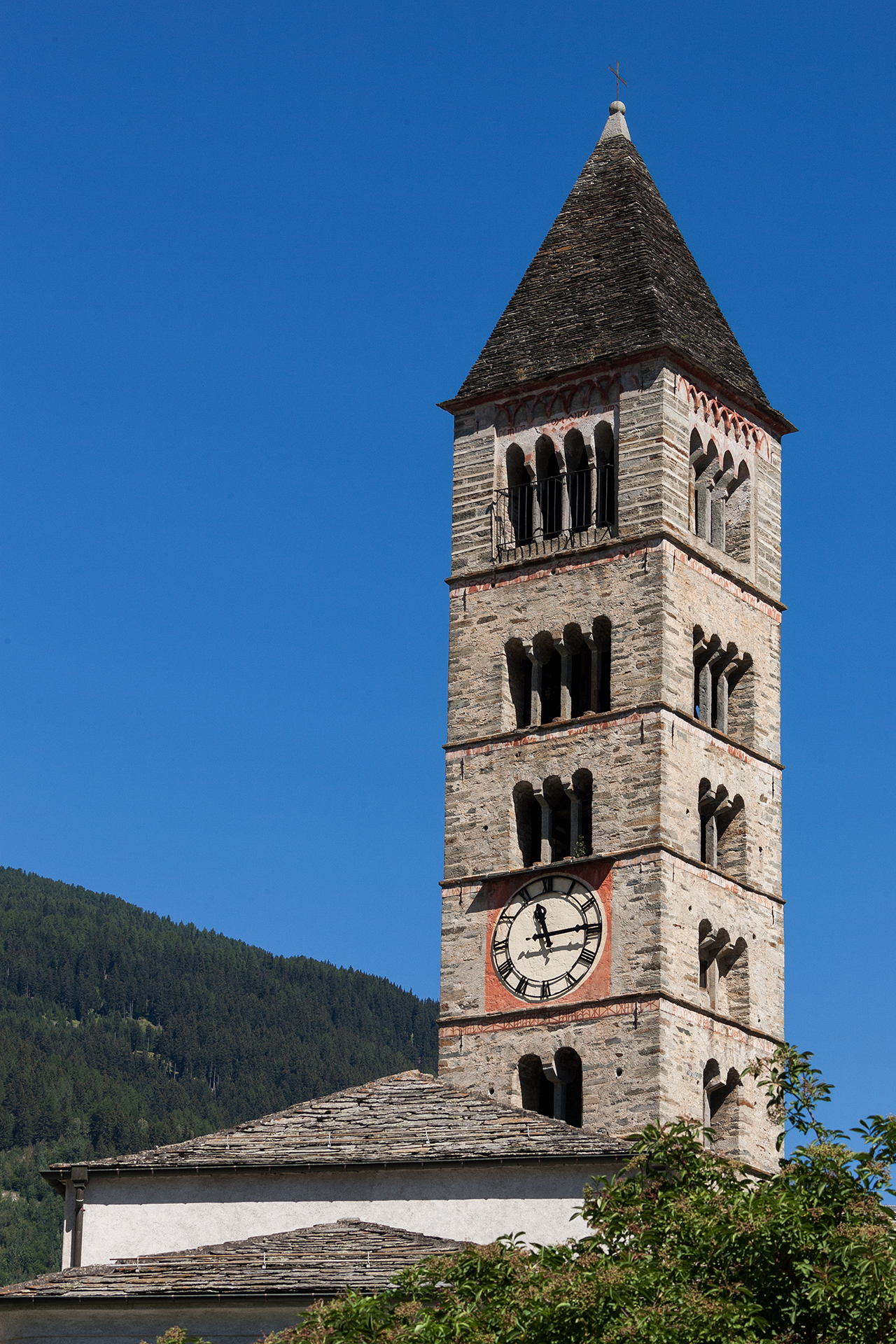
San Vittore Mauro
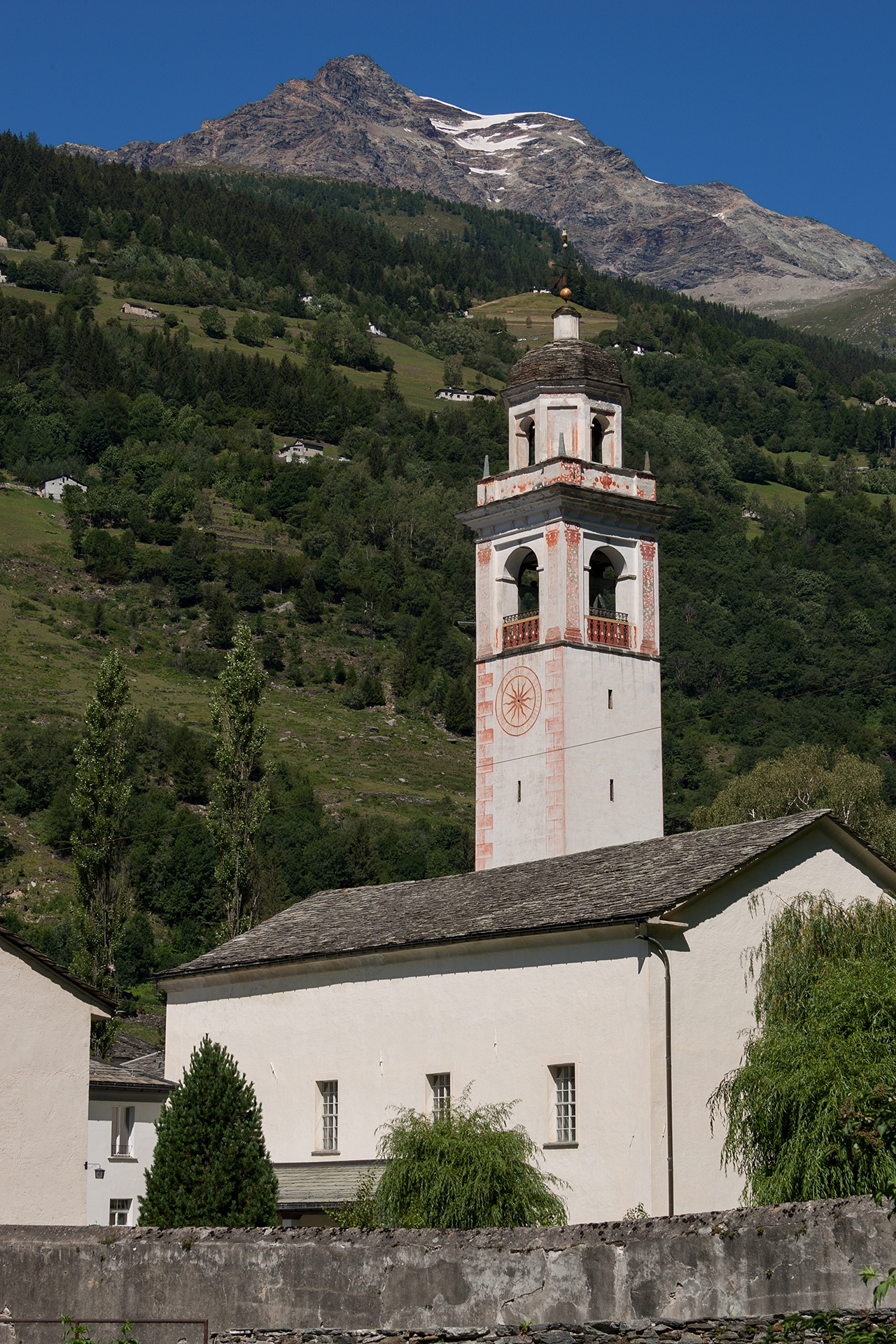
Chiesa Evangelica
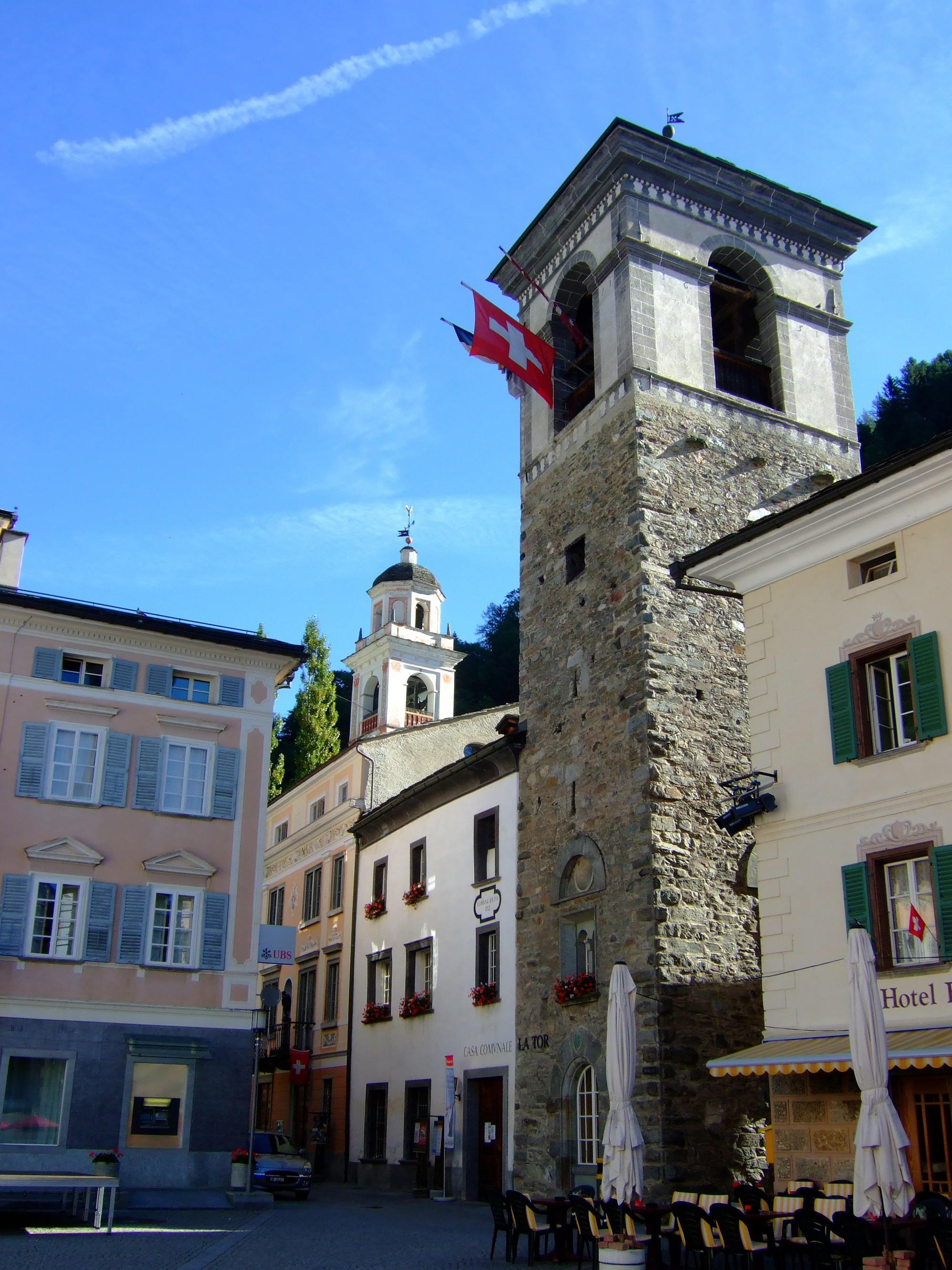
Die Torre Comunale
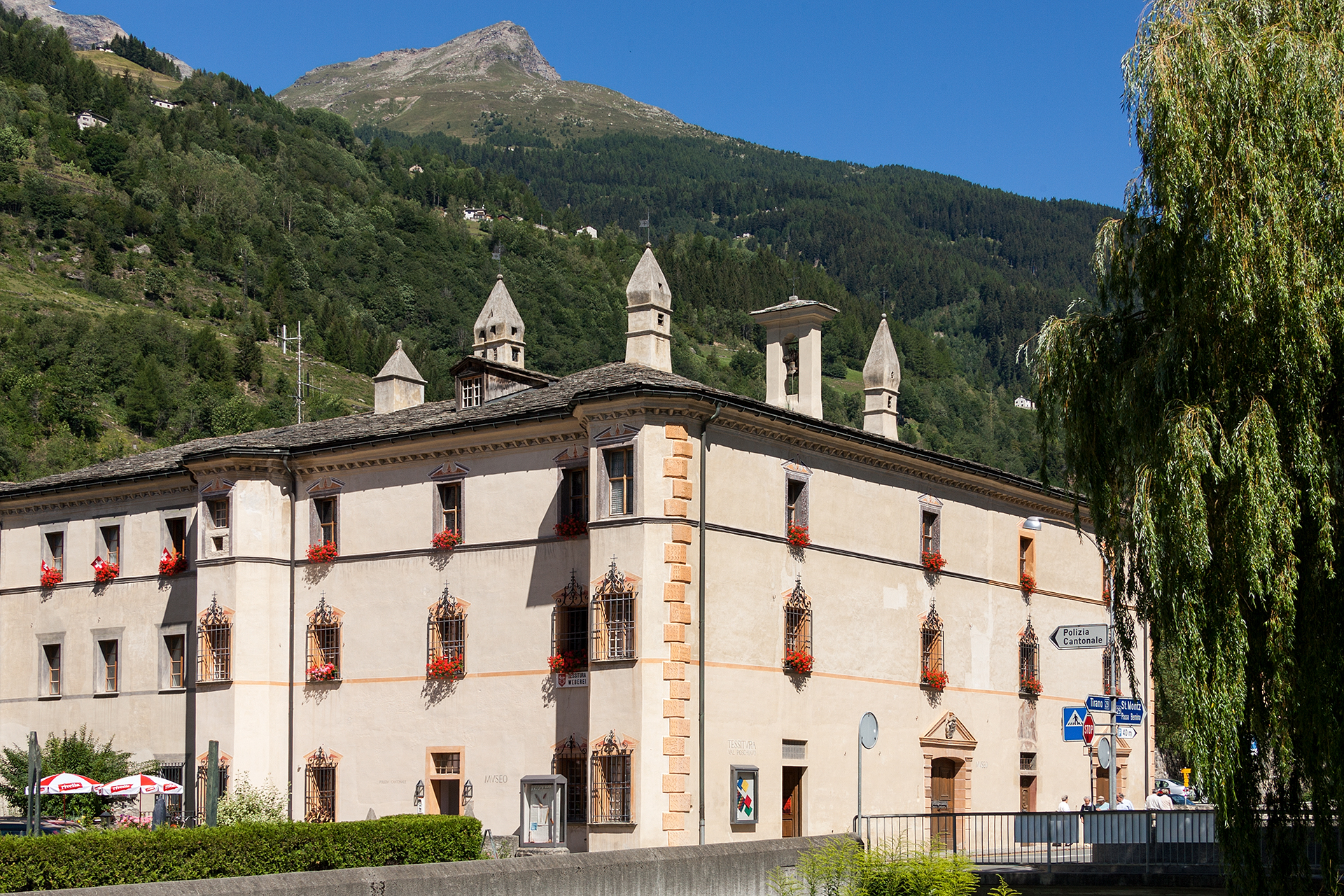
Palazzo de Bassus-Mengotti, 村博物馆
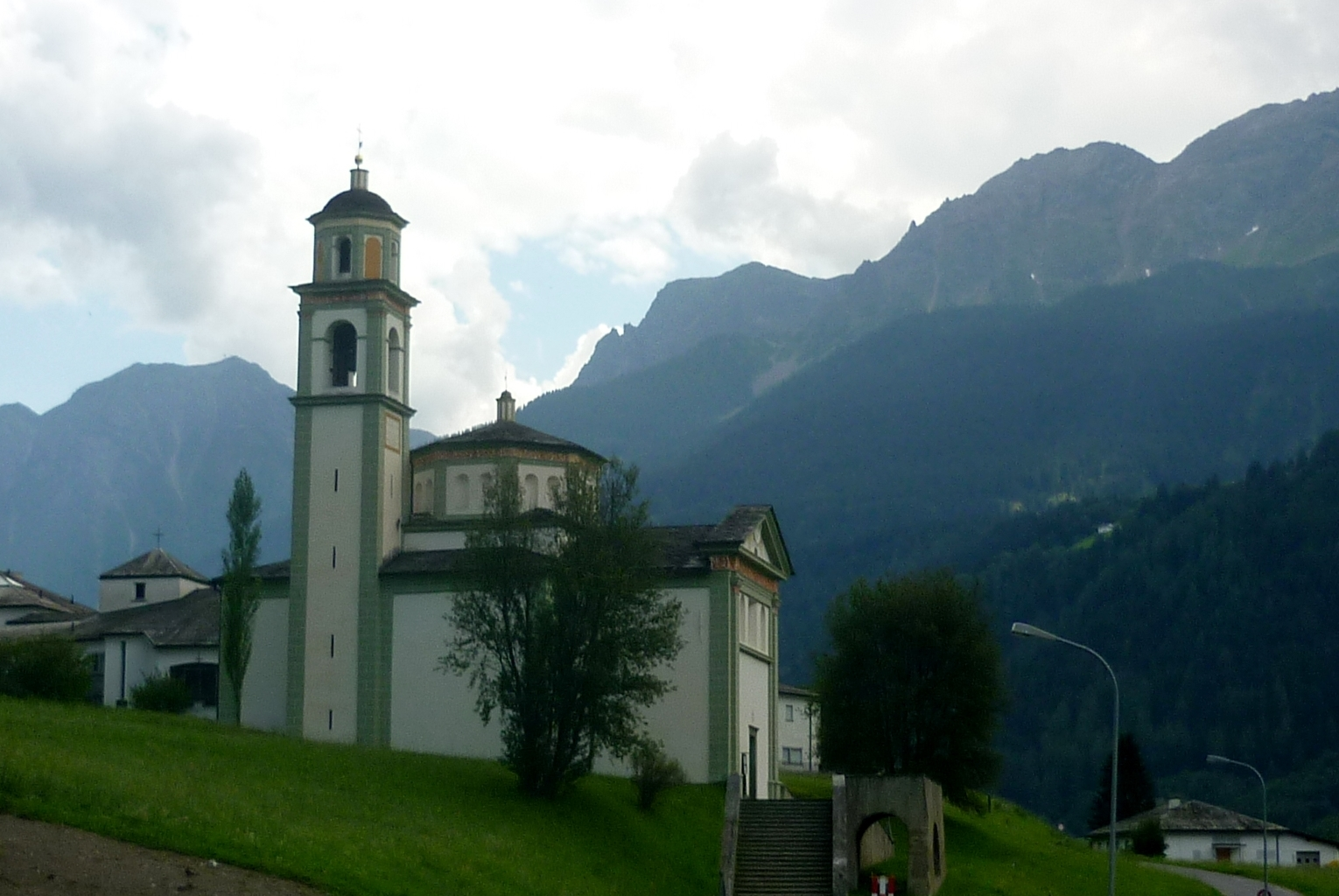
Santa Maria Assunta
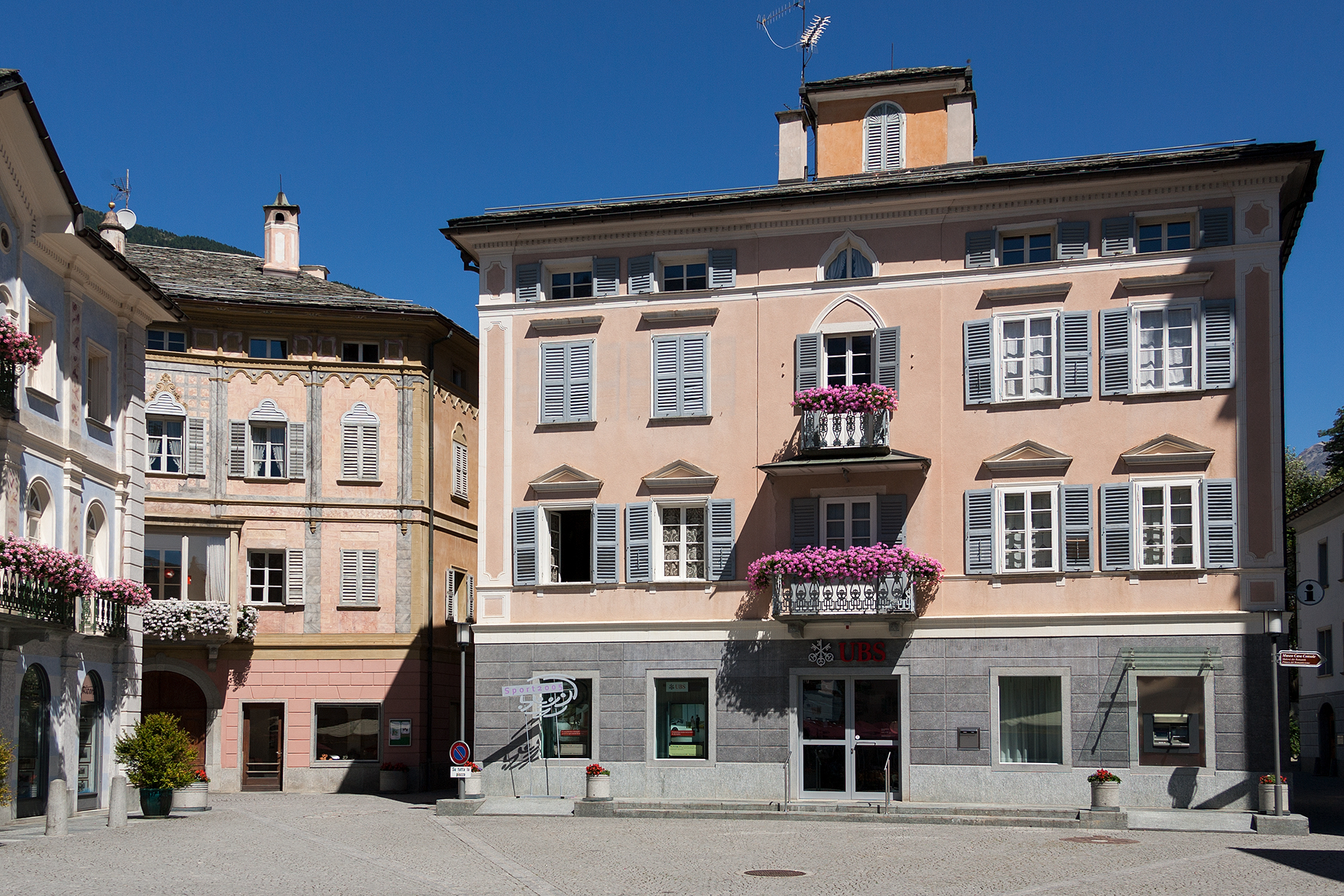
Piazza Communale
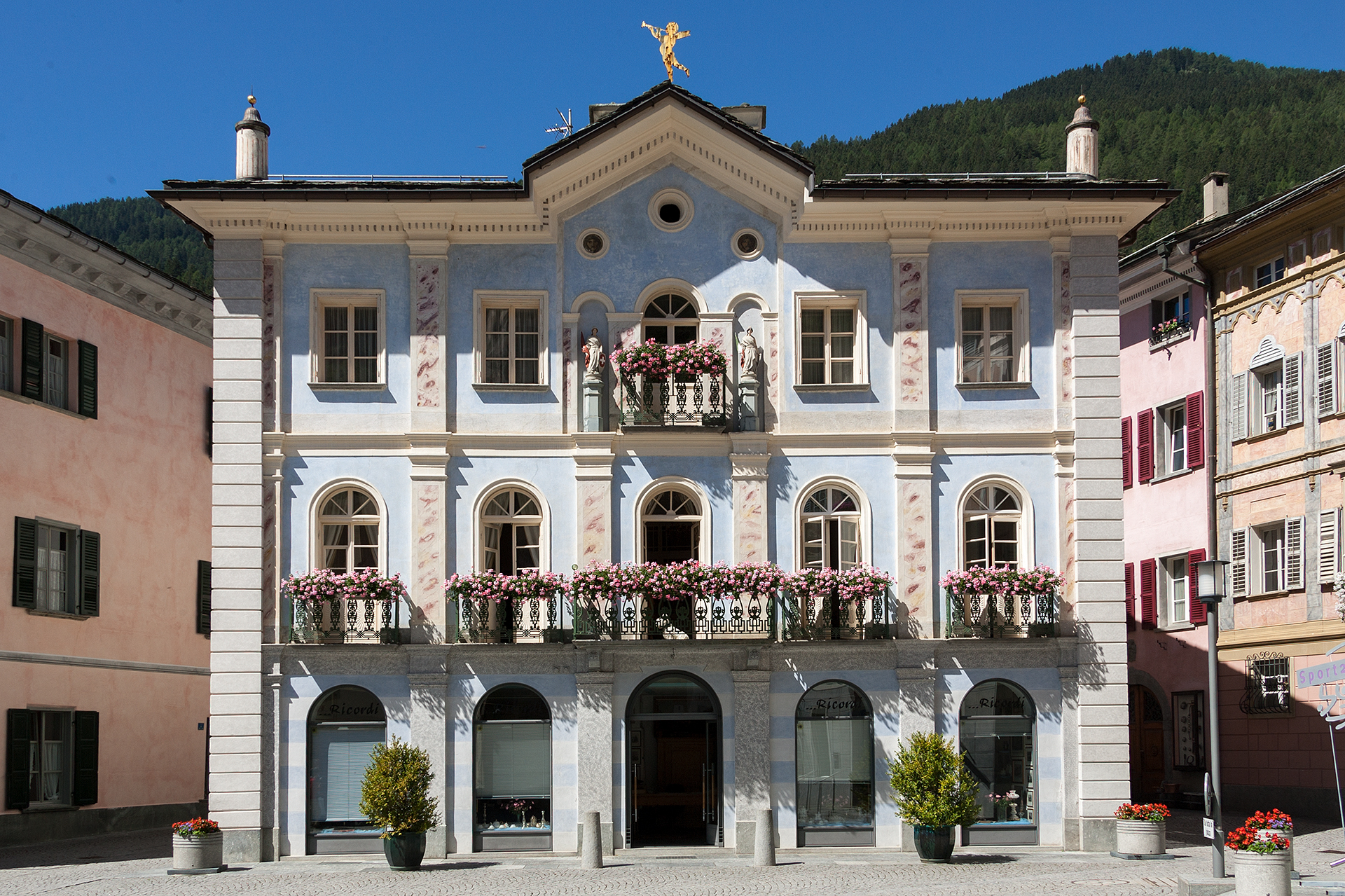
Piazza Communale
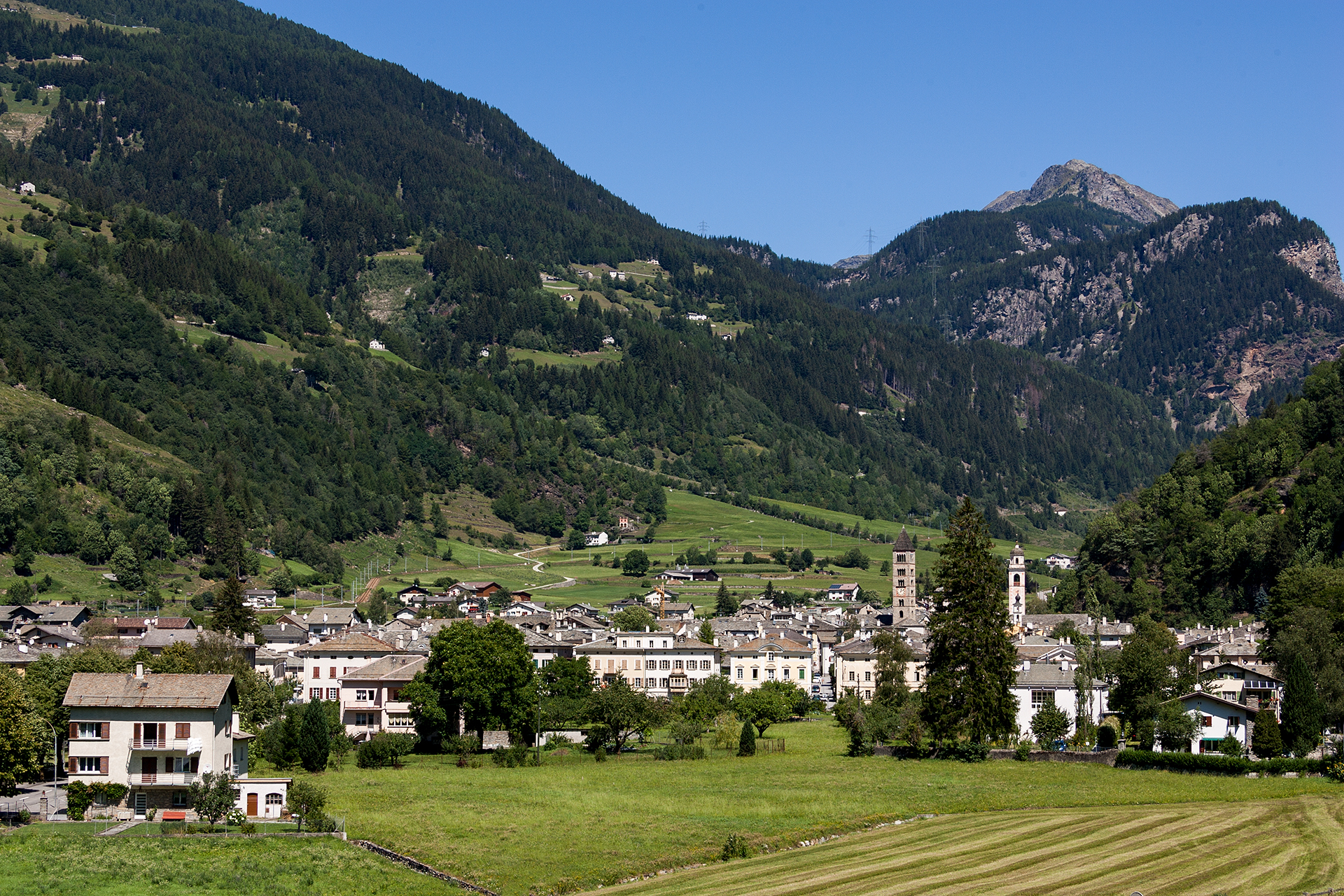
Via Palazzi

## 书籍
- Simona Martinoli u. a.: Guida d’arte della Svizzera italiana. 瑞士艺术史协会编辑. Edizioni Casagrande, Bellinzona 2007, ISBN 978-88-7713-482-0, 547–556页
- Daniele Papacella (编辑): Il Borgo di Poschiavo. Un paese si reinventa: storia, società e architettura tra Ottocento e Novecento. Società Storica Val Poschiavo, Tipografia Menghini, Poschiavo 2009.
- Erwin Poeschel: Die Kunstdenkmäler des Kantons Graubünden. 第六卷: Die italienischbündnerischen Talschaften Puschlav, Misox und Calanca (= Kunstdenkmäler der Schweiz. Band 17). 瑞士艺术史协会编辑，GSK. Bern 1945, ISBN 978-3-906131-55-9.
- Tomaso Semadeni: Puschlav. In: Historisch-Biographisches Lexikon der Schweiz, Band 5: Pictet – Resti. Attinger, Neuenburg 1921, 351–353页 (Digitalisat （页面存档备份，存于）).

## 外部連結
- Official Site of the municipality of Poschiavo
- Official Site of the valley
- 官方网站（意大利语）
- Cristina Giulia Codega, Un’insolita procedura. Il caso delle “Meneghine”, streghe poschiavine inviate al giudizio dell’Inquisizione di Como nel 1709. （页面存档备份，存于）
- Bundesinventar ISOS: Poschiavo （页面存档备份，存于）
- Bundesinventar ISOS: San Carlo （页面存档备份，存于）
- Bundesinventar ISOS: Cantone （页面存档备份，存于）
- Bundesinventar ISOS: Prada （页面存档备份，存于）
- Poschiavo （页面存档备份，存于） elexikon.ch

46°19′30″N 10°3′25″E / 46.32500°N 10.05694°E